# Lisie Wzgórze
Lisie Wzgórze (niem. Fuchsberg, 476 m n.p.m.) – niewysokie, rozległe wzniesienie w południowo-zachodniej Polsce, w Sudetach Środkowych, w paśmie Gór Wałbrzyskich, położone w centralnej części Kotliny Wałbrzyskiej. Według jednej z wałbrzyskich legend na zboczu tego wzgórza znajdowała się lisia nora, w której to odkryto złoża węgla kamiennego w okolicach Wałbrzycha.

## Położenie i Opis
Wzniesienie położone jest w centralnej części Kotliny Wałbrzyskiej, stanowi ono naturalną granicę, pomiędzy wałbrzyskim śródmieściem, a Białym Kamieniem. W przeszłości było to miejsce eksploatacji węgla.

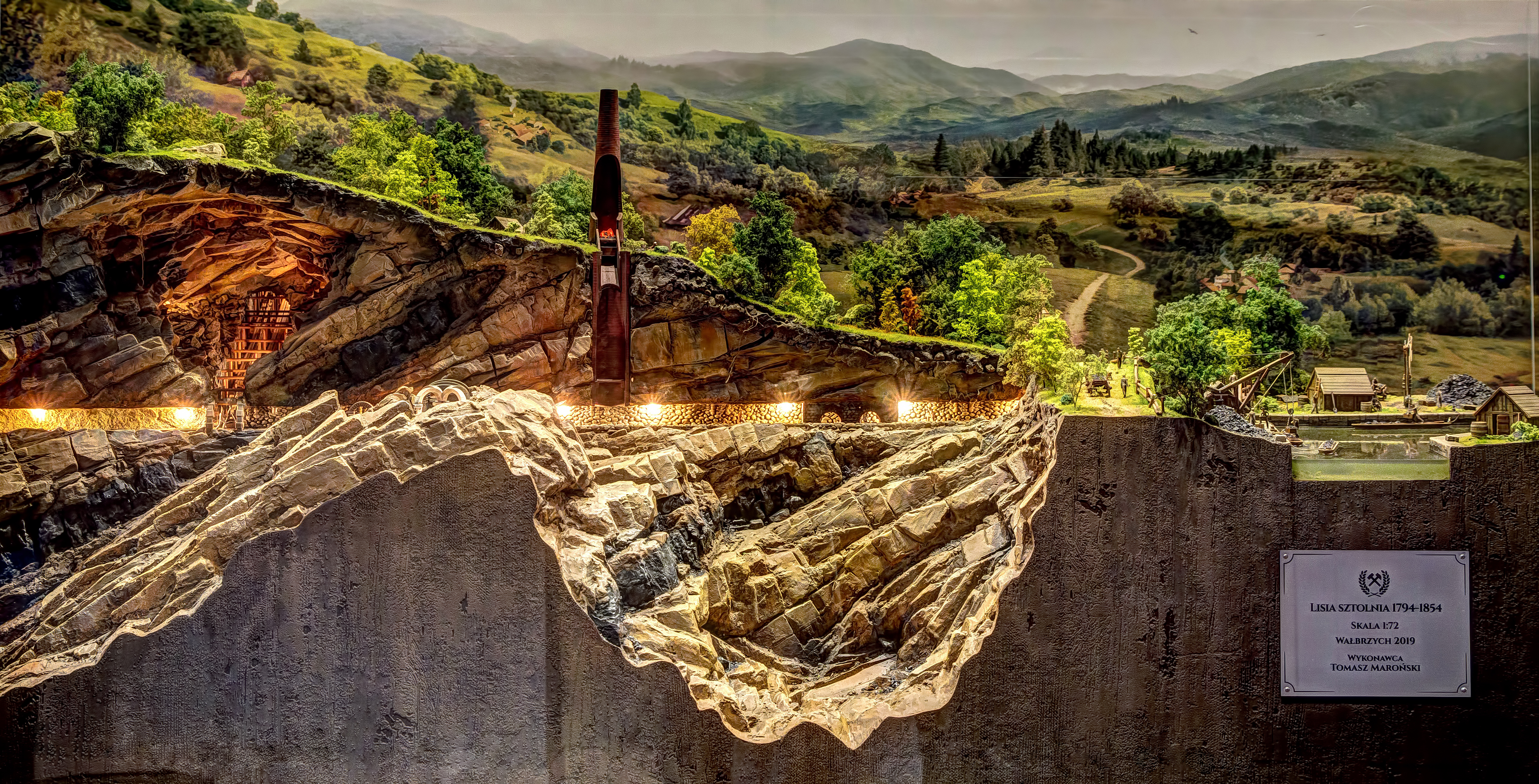
Makieta Lisiego Wzgórza wraz z Lisią sztolnią eksponowana w Starej Kopalni.

Pierwsze wzmianki o pozyskiwaniu surowca w okolicy Lisiego Wzgórza pochodzą z początku lat 60. XVI wieku. W 1742 mówi się już o trzech istniejących szybach wydrążonych na ok. 18 metrów, w których pracowało 9 pracowników, a w latach 60. tego wieku donoszono o 4 szybach - dwóch do pozyskiwania urobku i dwóch pełniących rolę wentylacyjną; gdzie pracować miało ok. 30 osób. 
W 1791 roku u podnóża wzgórza w kierunku Starego Zdroju, zaczęto drążyć sztolnie, za namową ówczesnych władz górniczych we Wrocławiu a szczególnie jej dyrektora Fryderyka Wilhelma von Redena. Postanowiono zastosować w sztolni osiągnięcia techniczne górnictwa angielskiego, gdzie sztolnie odwadniające wykorzystywano również do wodnego transportu węgla z kopalni. 
Wzniesienie w zachodniej całości porośnięte jest nieużytkami, w latach 1904-1910 na północnych zboczach wzdłuż drogi zwanej przed wojną Fuchsberg, (obecnie ulica Mikołaja Reja) wybudowano pierwsze zabudowania Osiedla Wanda (oryginalna niemiecka nazwa Fuchsberg). Od połowy lat 80. do lat 90 zostało rozbudowane o osiedle domów jednorodzinnych, domów bliźniaczych i zabudowy szeregowej. Wytyczono ulice: Smoczą, Szewską i ul. Kraka. W Południowo-Wschodniej części wzgórza znajduje się hałda i osadnik mułu węglowego